# 3,3'-dichloorbenzidine
3,3'-dichloorbenzidine is een aromatische verbinding met als brutoformule C12H10Cl2N2. De stof komt voor als grijze tot paarse kristallen, die onoplosbaar zijn in water.

## Synthese
3,3'-dichloorbenzidine wordt bereid via een katalytische hydrogenering van 1-chloor-2-nitrobenzeen tot het overeenkomstige hydrazobenzeenderivaat. Dit wordt verder via een omlegging gevormd tot 3,3'-dichloorbenzidine.

## Toepassingen
3,3'-dichloorbenzidine wordt onder andere gebruikt bij de productie van stikstofbevattende kleurstoffen. De handelsnaam van de stof is Curithane C126.

## Toxicologie en veiligheid
De stof ontleedt bij verhitting, met vorming van giftige en corrosieve dampen, onder andere stikstofoxiden en waterstofchloride.
3,3'-dichloorbenzidine is irriterend voor de huid en de luchtwegen. Herhaald of langdurig huidcontact kan een huidontsteking veroorzaken. De stof kan effecten hebben op de lever en is mogelijk kankerverwekkend bij de mens (IARC-klasse 2B).